# Revolving
Revolving är en massagemetod som syftar till att verka uttänjande på fascian som omsluter kroppens muskelgrupper, exempelvis då denna har blivit förkortad på grund av felställningar eller operationsärr. Massagen utförs med mycket tryck och långa, långsamma rörelser där fascians elasticitet bestämmer hastigheten. Till skillnad från klassisk massage används här inte lika mycket olja, för att säkerställa att man når de undre lagren där hud och muskler möts. Namnet revolving syftar på återskapande av rörelse och är en sammanslagning av de latinska orden re - återskapa och volving - rörelse runt en axel.
Tekniken skapades av naprapat Richard Thörn under 1980-talet. Han inspirerades bl a av Ida Rolf (Rolfingtekniken) och Marion Rosen (Rosenmetoden), två andra pionjärer inom kroppsterapi. Syftet är att återskapa rörelsemönster och balans, motverka slitage på kroppen och därmed ge minskad smärta och ökat välbefinnande.
Metoden revolving är en tämligen okänd manuell behandlingsmetod och således saknas också någon opartisk dokumenterad effekt av metoden. Revolving har i Sverige blivit ett varumärkesskyddat begrepp i klass 16, 41 och 44 av PRV vilket innebär att av Revolving® i olika sammanhang endast får användas efter tillstånd av de personer/företag som innehar varumärkeskyddet.